# Augit
Augit är ett mafisk mineral med den kemiska sammansättningen (Ca, Na)(Mg, Fe, Al)(Al, Si)2O6 (kalcium, natrium, magnesium, järn, aluminium, silikat). Det är en fast lösning i pyroxengruppen där även diopsid och hedenbergit ingår.

## Egenskaper
Mineralet uppvisar ibland en vacker glans som har givit upphov till dess namn — grekiskans augites betyder lyster — men mineralet är normalt matt med mörkgrön, brun eller svart färg.
Spaltningen är god; brottet ojämnt; hårdheten 5–6½; densiteten 3,19–3,56; glasglans.

## Förekomst
Augit tillhör det monoklina kristallsystemet, kristallerna är prismatiska. Augit förekommer i magmatiska bergarter som gabbro och basalt samt i metamorfa bergarter från hydrotermala gångar.
Omfacit är en grönaktig, kornig eller bladformig variant av augit och är vanligt förekommande i bergarten eklogit.